# Gerald Rimbach

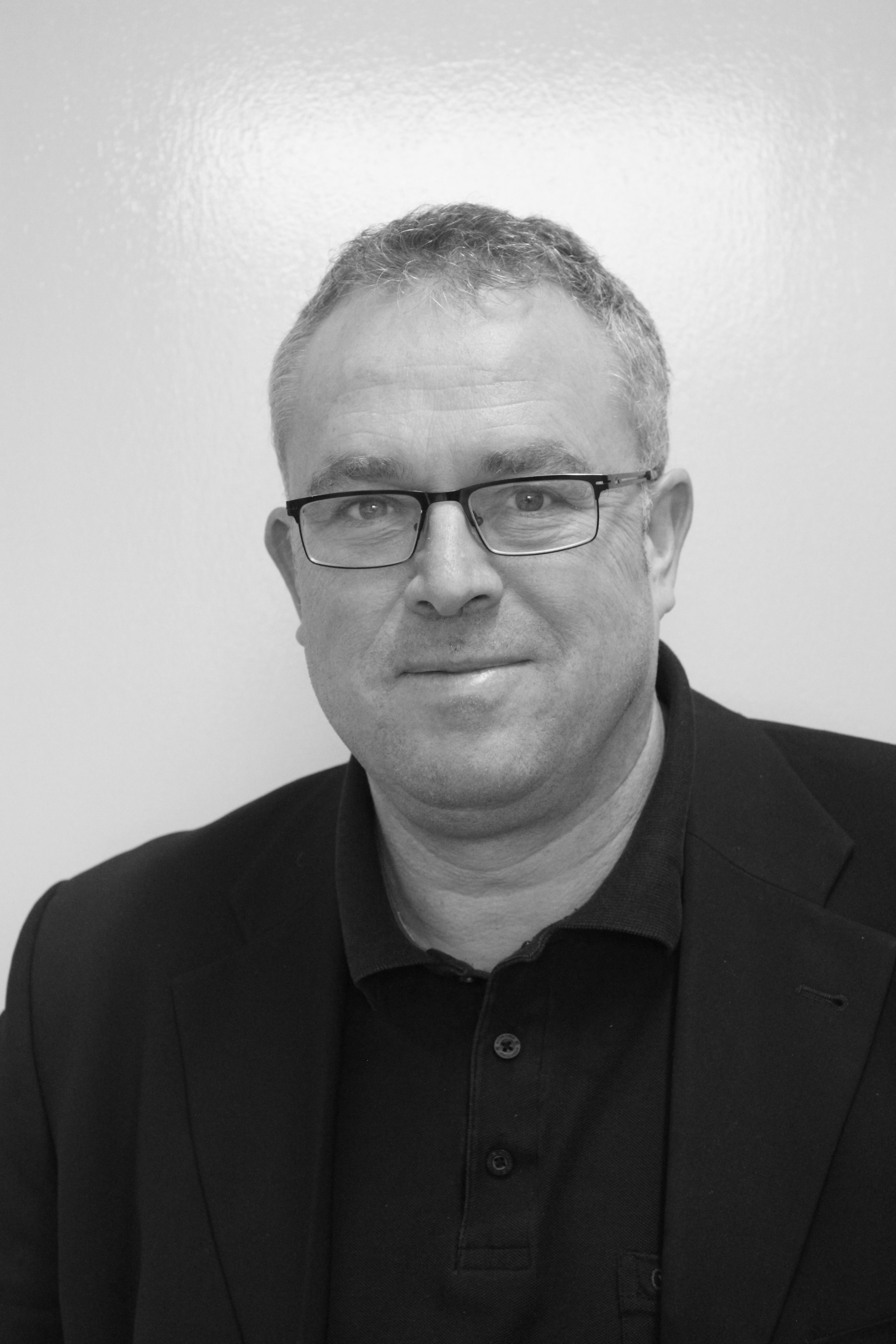
Gerald Rimbach (2016)

Gerald Rimbach (* 26. Dezember 1964 in Richelsdorf) ist ein deutscher Ernährungswissenschaftler und Hochschullehrer.

## Leben
Rimbach studierte bis 1990 Ernährungswissenschaften an der Justus-Liebig-Universität Gießen und promovierte 1993 bei Josef Pallauf mit einer Arbeit zum Thema „Zum Einfluß mikrobieller Phytase auf die Verwertung von Zink und weiteren Mineralstoffen bei der Ratte“. Von 1995 bis 1998 war er wissenschaftlicher Assistent an der Universität Gießen und daneben Lehrbeauftragter an der Fachhochschule Fulda im Fachbereich Oecotrophologie. Nach seiner Habilitation 1998 erfolgte bis 2000 ein Forschungsaufenthalt am Institut für Molekular- und Zellbiologie an der University of California, Berkeley. Ab 2000 war Rimbach als Lecturer für Molekulare Ernährung an der University of Reading tätig. Seit 2003 ist er Professor für Lebensmittelwissenschaft an der Agrar- und Ernährungswissenschaftlichen Fakultät der Christian-Albrechts-Universität zu Kiel.
Gerald Rimbach ist Mitglied des Editorial Boards verschiedener Fachzeitschriften wie beispielsweise Genes and Nutrition und Biofactors.

## Wissenschaftliches Werk
Schwerpunkte von Gerald Rimbachs Forschung sind die Biofunktionalität von Lebensmittelinhaltstoffen, ApoE-Genotyp und zellulärer Stress, die Wirkung bioaktiver Pflanzeninhaltsstoffe auf Gesundheits- und Lebensspanne sowie Modellorganismen der Ernährungsforschung.
Mit zell- und molekularbiologischen Methoden untersucht er den Einfluss von sekundären Pflanzenstoffen, Vitaminen, Oxidantien und Antioxidantien auf die Gesundheit. So arbeitet er beispielsweise an dem Mechanismus der entzündungshemmenden Wirkung sekundärer Pflanzenstoffe in vitro und in vivo.
Anhand von Modellorganismen wie der Drosophila melanogaster oder am Mausmodell beschäftigt sich Rimbach mit Fragestellungen der experimentellen Altersforschung im Kontext von Ernährung und Gesundheit.
Gemeinsam mit Frank Döring hat er den Begriff Nutri-informatics in die wissenschaftliche Fachliteratur eingeführt.

## Publikationen
Neben zahlreichen Fachpublikationen ist Rimbach Autor, Mitautor und Herausgeber mehrerer Fachbücher:
- Gerald Rimbach, Jennifer Nagursky, Helmut F. Erbersdobler: Lebensmittel-Warenkunde für Einsteiger. 3. überarbeitete Auflage. Springer Spektrum, Berlin, Heidelberg 2025, ISBN 978-3-662-70673-2, doi:10.1007/978-3-662-70674-9.
- Inga Kuhlmann, Dawn Chin, Gerald Rimbach: Prävention kardiovaskulärer Erkrankungen und Atherosklerose. Springer Spektrum, Berlin, Heidelberg 2014, ISBN 978-3-658-08358-8 (eingeschränkte Vorschau in der Google-Buchsuche).
- Dirk Haller, Tilman Grune, Gerald Rimbach (Hrsg.): Biofunktionalität der Lebensmittelinhaltsstoffe. 1. Auflage. Springer Spektrum, Berlin, Heidelberg 2013, ISBN 978-3-642-29373-3 (eingeschränkte Vorschau in der Google-Buchsuche).
- Elisabeth Wisker, Hans Bergmann, Constance Schmelzer, Dieter Treutter, Gerald Rimbach (Hrsg.): Grundlagen der Lebensmittellehre. 1. Auflage. Behr´s Verlag, Hamburg 2006, ISBN 978-3-89947-260-8.
- Gerald Rimbach, Jürgen Fuchs, Lester Packer (Hrsg.): Nutrigenomics. 1. Auflage. Taylor and Francis, 2005, ISBN 978-1-4200-2809-6 (eingeschränkte Vorschau in der Google-Buchsuche).

## Auszeichnungen
- 2017 und 2024 Lehrpreis der Fachschaft Agrarwissenschaften & Ökotrophologie der Universität Kiel für das Modul „Warenkunde Lebensmittel pflanzlicher und tierischer Herkunft“[7] sowie "Grundlagen der Lebensmittellehre"[8]
- seit 2012 Mitglied der Nationalen Akademie der Wissenschaften Leopoldina
- 2002 Henneberg-Lehmann-Förderpreis[9]
- 1994 H.W. Schaumann-Preis[10]